# دووگوپول-زدروی
دووگوپول-زدروی (به لهستانی:  Długopole-Zdrój) یک روستا در لهستان است که در گمینا بستژتسا کووزکا واقع شده‌است. دووگوپول-زدروی ۵۴۰ نفر جمعیت دارد.